# Laika (gruppo musicale)
I Laika sono un gruppo musicale di musica elettronica britannico. Si è formato nel 1993 da Margaret Fiedler e John Frenett, due componenti dei Moonshake e dall'ingegnere del suono Guy Fixsen che in precedenza aveva lavorato anche in dischi di My Bloody Valentine, The Breeders, The Boo Radleys.

## Stile musicale
Il suono del gruppo è basato sull'elettronica con voce femminile e accompagnato da chitarre e suoni campionati.

## Storia
Dopo l'uscita dai Moonshake, la cantautrice e tastierista Margaret Fiedler, nativa di Chicago, chiama attorno a sé, Guy Fixsen che aveva già lavorato col gruppo e il bassista Frenett per un nuovo progetto musicale, nelle prime registrazioni sono accompagnati da Louise Elliot al flauto e sax e dal batterista Lou Ciccotelli, nei concerti live si aggiunge anche Rob Ellis già con PJ Harvey. Assumono il nome di Laika, in ricordo del famoso cane femmina che venne lanciato nel 1957 in orbita attorno alla Terra.
In breve tempo Margaret Fiedler e Guy Fixsen diventano coppia anche nella vita.
Pubblicano nel 1994 il primo album Silver Apples of the Moon pubblicato per la Too Pure e che viene favorevolmente accolto dalla critica musicale per la loro originalità nel mischiare elementi diversi tra loro come trip hop, campionamenti chitarre elettriche, percussioni e fiati di matrice jazz.
Il secondo album Sounds of the Satellites del 1996 smussa leggermente le asperità verso un suono più ballabile e soffice. In questo nuovo lavoro, più maturo del precedente, convergono numerose influenze sempre rielaborate in maniera originale dal gruppo. Si sentono echi di world music, jazz-rock, raga rock.
La loro importanza in ambito underground cresce ed in questo periodo fanno da supporto ai Radiohead.
Thom Yorke in una intervista dirà di aver introdotto nei Radiohead alcune caratteristiche dal suono del gruppo.
Il loro terzo album è del 2000 Good Looking Blues, e seguito dal disco di remixes Lost in Space.
Nel 2003 in occasione del quarto album Wherever I Am I Am What Is Missing il bassista Frenett lascia il gruppo. La coppia prosegue per un breve periodo senza ottenere gli apprezzamenti dei primi dischi, incolpando il circuito P2P per gli scarsi risultati nelle vendite, successivamente anche la loro relazione affettiva finisce e di conseguenza anche l'attività musicale del gruppo si interrompe. Il duo non ufficializzerà mai lo scioglimento. Fixsen continua la propria attività di ingegnere del suono producendo altri artisti, mentre Margaret Fiedler che lavora per la BBC come consulente legale, ritorna nel 2008 per un tour con gli Wire.

## Discografia

### Album in studio
- 1994 - Silver Apples of the Moon (Too Pure)
- 1997 - Sounds of the Satellites (Too Pure)
- 2000 - Good Looking Blues (Too Pure)
- 2003 - Wherever I Am I Am What Is Missing (Too Pure)

### Raccolte
- 2003 - Lost in Space - Volume 1 (1993-2002) (Too Pure)